# برتی کوربت
برتی کوربت (به انگلیسی: Bertie Corbett) بازیکن فوتبال زادهٔ ۱۵ مه ۱۸۷۵ اهل انگلستان بود که سابقهٔ بازی در تیم ملی فوتبال انگلستان را در کارنامهٔ خود دارد. وی در تاریخ ۱۸ مارس ۱۹۰۱ تنها بازی ملی خود را در مقابل تیم ملی فوتبال ولز انجام داد.